# Biuro Wystaw Artystycznych w Jeleniej Górze
Biuro Wystaw Artystycznych w Jeleniej Górze – galeria sztuki współczesnej założona w 1976 r. Samorządowa instytucja kultury. Do 1998 r. funkcjonowała jako galeria państwowa, od 1999 r. jako galeria miasta Jelenia Góra. Przestrzeń wystawiennicza galerii to dwie sale o powierzchni 100m² i 50m², antresola, piwniczka oraz otwarta klatka schodowa. Galeria prowadzi działalność wydawniczą oraz edukacyjną, jest miejscem niekomercyjnego podejścia do sztuki, żywo reagującym na zjawiska aktualne, preferującym różnorodność programową.
W galerii wystawiali swoje prace m.in. Magdalena Abakanowicz, Zdzisław Beksiński, Jan Berdyszak, Tadeusz Brzozowski, Bohdan Butenko, Edward Dwurnik, Tadeusz Kantor, Łukasz Korolkiewicz, Andrzej Mleczko, Daniel Mróz, Czesław Słania, Alicja Stoksik, Józef Szajna, Waldemar Świerzy, Roland Topor, Andrzej Urbanowicz, Henryk Waniek, Bronisław Wolanin, a także Katarzyna Kozyra, Zbigniew Libera, Wilhelm Sasnal, Przemysław Truściński i Artur Żmijewski. W galerii wystawiali także artyści Kotliny Jeleniogórskiej, m.in.: Ewa Andrzejewska, Vahan Bego, Urszula Broll, Zbigniew Frączkiewicz, Marek Lercher, Marek Liksztet, Dariusz Miliński, Zbigniew Szumski, Paweł Trybalski i Wojciech Zawadzki.